# Geir Pollen
Geir Pollen (* 4. April 1953 in Målselv) ist ein norwegischer Schriftsteller.

## Leben
Geir Pollen schloss sein Studium mit einem Master der Philosophie in Nordisch an der Universität Tromsø ab. Er debütierte 1982 mit der Gedichtsammlung Posteringar i språket. Sein Durchbruch gelang 1998 mit dem Roman Hutchinson's Eftf., der von der Kritik gut aufgenommen und für den Brageprisen und den Literaturpreis des Nordischen Rates nominiert wurde. Der Roman wurde auch ins Dänische, Deutsche und Serbische übersetzt. 
Seine Gedichtsammlungen und der erste Roman Fall sind in Nynorsk verfasst.
Pollen war von 2001 bis 2005 Vorsitzender des Norwegischen Schriftstellerverbands Den norske Forfatterforeningen.
2004 erhielt er den Kritikerpreis für die beste Übersetzung des Romans Austerlitz von W. G. Sebald.

## Schriften
- Al. 1991
- Fall. 1994
- Hutchinsons Eftf. 1998
  -  Hutchinson's Nachf. Übersetzung von Angelika Gundlach, 2001
- Når den gule solen brenner. 2002
  - Wenn die gelbe Sonne brennt. Übersetzung von Angelika Gundlach, 2006
- Raskolnikovs hus. 2010
- Armfeldts armé : historien om en katastrofe. 2014
- En spøkelseshistorie. 2016